# Kajar (Tenggarang)
Kajar is een bestuurslaag in het regentschap Bondowoso van de provincie Oost-Java, Indonesië. Kajar telt 2983 inwoners (volkstelling 2010).